# 47B villamos (Budapest)
A budapesti 47B jelzésű villamos a Kamaraerdei Ifjúsági Park és a Deák Ferenc tér között közlekedett kizárólag egy irányban. A vonalat a Budapesti Közlekedési Zrt. üzemeltette. A villamos csak tanítási időszakban, hétköznap, a reggeli csúcsidőben közlekedett.

## Története
2016. január 18-án indult a budai fonódó villamoshálózat átadásával a Kamaraerdei Ifjúsági Park és a Deák Ferenc tér között. A járat a reggeli csúcsidőben közlekedett csak a Deák Ferenc tér felé.
A vonalon 2020. március 19-étől április 30-áig szünetelt a forgalom.
A vonalon 2020. november 9-től szünetel a forgalom, útvonalán a 41-es és 47-es villamosokkal lehet utazni.

## Útvonala
| Deák Ferenc tér felé | Deák Ferenc tér felé |
| --- | -------------------- |
| Kamaraerdei Ifjúsági Park vá. – Susulyka utca – Kőérberek – Rózsavölgy – Ady Endre út – Anna utca – felüljáró – Fehérvári út – Móricz Zsigmond körtér – Bartók Béla út – Szent Gellért tér – Szabadság híd – Fővám tér – Vámház körút – Kálvin tér – Múzeum körút – Károly körút – Deák Ferenc tér M vá. |                      |

## Megállóhelyei
| 0  | Kamaraerdei Ifjúsági Park végállomás | |
| 2  | Repülőtér                            | 41 |
| 2  | Fülőke utca                          | 41 |
| 4  | Kőérberek                            | 41 187 |
| 5  | Balatoni út                          | 41 141 710, 720, 722 |
| 7  | Kelenvölgy-Péterhegy                 | 41 150, 250, 250B, 251, 251A |
| 7  | Pék utca                             | 41 |
| 9  | Rózsavölgy felső                     | 41 |
| 11 | Rózsavölgy alsó                      | 41 |
| 13 | Budafoki elágazás                    | 41, 47, 56 58 |
| 16 | Budafok kocsiszín                    | 17, 41, 47, 56 7, 58, 114, 213, 214 S36 |
| 16 | Fonyód utca                          | 17, 41, 47, 56 114, 213, 214 |
| 17 | Albertfalva utca                     | 17, 41, 47, 56 114, 213, 214 |
| 18 | Albertfalva kitérő                   | 17, 41, 47, 56 |
| 20 | Andor utca                           | 17, 41, 47, 56 |
| 21 | Kalotaszeg utca                      | 17, 41, 47, 56 |
| 23 | Etele út / Fehérvári út              | 1, 17, 41, 47, 56 103 689, 691 |
| 25 | Hauszmann Alajos utca                | 17, 41, 47, 56 |
| 27 | Csonka János tér                     | 17, 41, 47, 56 |
| 28 | Újbuda-központ M                     | 4, 17, 41, 47, 56 33, 53, 58, 150, 153, 154, 212 1173, 1174, 1175, 1176, 1177, 1183, 1184, 1185, 1188, 1190, 1193, 1194, 1201, 1202, 1206, 1212, 1216, 1229, 1230, 1240, 1251, 1253, 1257, 1268 |
| 30 | Móricz Zsigmond körtér M             | 6, 17, 19, 41, 47, 49, 56, 61 7, 27, 33, 114, 213, 214, 240 |
| 32 | Gárdonyi tér                         | 19, 41, 47, 49, 56 7 |
| 34 | Szent Gellért tér – Műegyetem M      | 19, 41, 47, 49, 56 7, 133E |
| 36 | Fővám tér M                          | 2, 47, 49 83 15, 115 |
| 38 | Kálvin tér M                         | M30 47, 49 72M, 83 9, 15, 115 |
| 40 | Astoria M                            | 47, 49 72M, 74 5, 7, 8E, 9, 108E, 110, 112, 133E, 178 |
| 42 | Deák Ferenc tér M végállomás         | 47, 49 72M, 73M 9, 16, 105 |